# Bathyphantes vittiger
Bathyphantes vittiger là một loài nhện trong họ Linyphiidae.
Loài này thuộc chi Bathyphantes. Bathyphantes vittiger được Eugène Simon miêu tả năm 1884.